# Патица
Патица (болг. Патица) — село в Болгарии. Находится в Кырджалийской области, входит в общину Черноочене. Население составляет 177 человек.

## Политическая ситуация
В местном кметстве Патица, в состав которого входит Патица, должность кмета (старосты) исполняет Саид Рамадан Ахмед (Движение за права и свободы (ДПС)) по результатам выборов правления кметства.
Кмет (мэр) общины Черноочене — Айдын Ариф Осман (Движение за права и свободы (ДПС)) по результатам выборов в правление общины.